# Paul Albert (cycliste)
Pour les articles homonymes, voir Paul Albert (homonymie) et Albert.
Carl Paul Albert, né le 16 février 1876 à Biebrich et mort le 15 mai 1903 à Nieder-Ingelheim, est un coureur cycliste allemand. Avec Willy Arend et Thaddäus Robl, il est l'un des coureurs cyclistes allemands les plus remarquables de son époque.

## Biographie
Paul Albert est issu d'une famille de grands industriels ; son père, Heinrich Albert (de), est propriétaire de l'usine chimique H. & E. Albert (de) à Biebrich. Paul Albert poursuit ses études à l'Ecole supérieure technique de Hanovreet les termine à l'Institut technique de Berlin à  Charlottenbourg et obtient son diplôme d'ingénieur en mécanique en 1902.

### Carrière cycliste
En 1897, Albert, membre du « RSB Nassau », commence le cyclisme amateur comme sprinteur. En août 1898, il remporte le « Grand Prix d'Allemagne » à Berlin sur le Kurfürstendamm. Quatre semaines plus tard, il devient champion du monde de vitesse amateur à Vienne et remporte le titre de champion d'Allemagne la même année. Albert est autorisé à participer à un match contre le champion du monde des professionnels, l'américain George A. Banker. Banker se retire peu avant la compétition, craignant d'être battu,,. Il rencontre Paul Bourillon à Hanovre en 1898. En 1898 et 1899, il remporte le championnat de Hanovre ainsi que le championnat d'Angleterre sur 880 yards (environ 1 000 mètres). Au sommet de sa carrière, il refuse toutes les offres pour devenir professionnel. En 1900, il se retire du cyclisme.

### Décès
Heinrich Albert interdit à son fils de continuer à pratiquer le cyclisme et de participer aux Jeux olympiques de 1900 à Paris. Albert s'intéresse à la course automobile et s'achète une voiture de course. Le 15 mai 1903, lui et son mécanicien Georg Saaler, en venant de Mayence, en route pour participer à la course automobile « Paris-Madrid », ont un accident avec une voiture de course Mercedes Simplex, peu avant Nieder-Ingelheim. Paul Albert succombe à ses graves blessures à l'hôpital de Nieder-Ingelheim, la veille de son 27e anniversaire sans avoir repris connaissance.
L'accident déclenche un scandale. Paul Albert avait reçu 100 000 marks-or (821 000 euros) de son père pour sa participation à la course. Selon les journaux locaux, il aurait acheté la voiture de course pour 60 000 marks (493 000 euros) et aurait échangé les 40 000 marks restants (329 000 euros) en francs français. L'argent disparu après l'accident a donné lieu à de nombreuses spéculations dans la presse régionale, et à des enquêtes du parquet et de la police criminelle.

## Postérité
Un prix Paul Albert, a lieu au vélodrome d'hiver, à partir de novembre 1906,.
Une cérémonie commémorative avait lieu chaque année, jusqu'à la Seconde Guerre mondiale, le 8 septembre, jour anniversaire de sa victoire aux Championnats du monde, sur la tombe d'Albert à Wiesbaden , suivie d'une course cycliste.  Les événements ont été organisés par un ancien grand coureur de Wiesbaden, Josef Schmidt, avec le soutien du frère de Paul Albert, Kurt.

## Palmarès sur piste

### Championnats du monde
- Vienne 1898
  -  Champion du monde de vitesse amateur

### Championnat national
- 1899
  -  Champion d'Angleterre

### Autres
- Grand Prix d'Allemagne : 1898
- Championnat de Hanovre : 1898,1899
- Prix de l'Empereur à Munich : 1899